# Khadia
Khadia is een geslacht uit de ijskruidfamilie (Aizoaceae). De soorten uit het geslacht komen voor in Zuid-Afrika.

## Soorten
- Khadia acutipetala (N.E.Br.) N.E.Br.
- Khadia alticola Chess. & H.E.K.Hartmann
- Khadia beswickii (L.Bolus) N.E.Br.
- Khadia borealis L.Bolus
- Khadia carolinensis (L.Bolus) L.Bolus
- Khadia media P.J.D.Winter & N.Hahn

... · 
Antimima · 
Argyroderma · 
Carpobrotus · 
Disphyma · 
Dorotheanthus · 
Gibbaeum · 
Lapidaria · 
Lithops · 
Mesembryanthemum · 
Sceletium · 
Tetragonia · 
...